# KCRW
A KCRW-FM (89,9 MHz) é uma estação de rádio licenciada que integra a National Public Radio, e é transmitida do campus do Santa Monica College, em Santa Monica, na Califórnia. A KCRW exibe notícias e programação musical, além da programação padrão da NPR. 
Uma rede de repetidores e tradutores de transmissão, bem como a rádio na Internet, permite que a estação atinja a área da Grande Los Angeles e outras comunidades no sul da Califórnia. O transmissor principal da estação está localizado no distrito de Laurel Canyon, em Los Angeles, e transmite no formato de rádio HD. A estação é uma das duas que são membros plenos da NPR na área de Los Angeles. A KPCC, com sede em Pasadena, é a outra.

## História
A KCRW foi fundada em 1945 com o objetivo de ensinar a nova tecnologia de transmissão FM à militares que retornavam da Segunda Guerra Mundial - daí suas letras de identificação, que significam College Radio Workshop. Foi membro fundadora da NPR em 1970, sendo o Santa Monica College a segunda faculdade comunitária a administrar e operar uma estação pública de rádio ou televisão.

### Ruth Seymour
A ex-diretora de programação da KPFK, Ruth Seymour, tornou-se a gerente geral da KCRW em 1978 e se aposentou em fevereiro de 2010. Nascida Ruth Epstein, filha de imigrantes judeus russo-poloneses, ela cresceu no East Bronx, estudou na Sholem Aleichem Folk School e no City College de Nova York, e se casou e se divorciou de Jack Hirschman, adotando o nome do seu bisavô paterno em 1993, passando a ter o nome de Ruth Hirschman Seymour. Ela desenvolveu na estação uma mistura de música, notícias e outras programações que agora atraem mais de 500.000 ouvintes por semana. Ela também era conhecida por seu mau humor e por suas atitudes impulsivas, que lhe renderam o apelido de "Lady of the Iron Capricho".

### Jennifer Ferro
A atual gerente geral é Jennifer Ferro. Ferro também é o presidente da Fundação KCRW, que fornece apoio financeiro e outros recursos para garantir que a KCRW possa se manter e se expandir econômica, social e tecnológicamente. A diretoria da Fundação KCRW é composta por líderes empresariais e comunitários; Monica J. Shilling, sócia da Kirkland & Ellis LLP, atua como presidente.
A KCRW transmite programas da NPR, da Public Radio International (PRI), da American Public Media e da BBC, além de uma variedade de programas musicais e apresentações ao vivo em estúdio, também veicula notícias e programas culturais produzidos localmente. A KCRW exibe programação criada por meio do projeto Independent Producer Project, que apoia "o trabalho de colaboradores independentes", incluindo programas como Strangers, UnFictional, e SoundsLA. A estação tem três transmissões de programas ao vivo - "On Air", "Eclectic 24" e "News 24" - e possibilita escuta sob demanda por meio dos aplicativos KCRW e podcasts.

## Programação
A KCRW é uma afiliada da NPR. A programação musical inclui o programa, Morning Becomes Eclectic.
Warren Olney é o apresentador do programa de notícias e assuntos públicos To the Point (distribuído nacionalmente pela Public Radio International).
A KCRW faz reportagens sobre a indústria cinematográfica do sul da Califórnia, e as veicula em programas que incluem o The Business, apresentado por Kim Masters, o The Treatment, apresentado por Elvis Mitchell, Martini Shot, apresentado por Rob Long, além de resenhas do crítico de cinema vencedor do Prêmio Pulitzer, e do Wall Street Journal, Joe Morgenstern.
Os programas musicais apresentam uma variedade gêneros musicais, tocando canções de todo o mundo, especialmente no programa diário de música Morning Becomes Eclectic e na programação diurna aos fins de semana. À programação noturna toca músicas dos gêneros house, progressivo e dance music eletrônica. A KCRW abandonou todos os nomes de programas, exceto Morning Becomes Eclectic e Strictly Jazz, em 2008. Três dos diretores musicais anteriores da estação atualmente têm programas no ar na KCRW.
Artistas locais e regionais em turnê podem submeter gravações para KCRW pleiteando serem transmitidas pela emissora.
A KCRW transmite as reuniões da Câmara Municipal de Santa Mônica ao vivo. 
Antes de seu atual apresentador, Evan Kleiman, assumir como apresentador, o programa KCRW Good Food foi parodiado no Saturday Night Live.
Desde 2013, a KCRW organiza, anualmente, a Radio Race, uma competição de 24 horas na qual os participantes podem escrever, gravar e editar uma história de rádio de não ficção.

## Influências e Premiações
O principal programa da KCRW é o diário, com três horas de duração, Morning Becomes Eclectic, que está no ar há mais de 30 anos. Historicamente, o apresentador do programa também é o diretor musical da emissora. Isabel Holt o criou em 1978. Tom Schnabel o apresentou de 1979 a 1990. Em novembro de 1990, Chris Douridas assumiu o programa, apresentando-o até abril de 1998. Nic Harcourt ocupou o cargo de 1998 até 1º de dezembro de 2008, vindo da WDST FM 100.1 em Woodstock, Nova York.
A KCRW já proporcionou espaço inicial para bandas como Coldplay, Norah Jones, Sigur Ros, Damien Rice e David Gray. A programação da KCRW ganhou inúmeros prêmios, incluindo o Prêmio Golden Pylon em 2011 e 2014, o Prêmio PRNDI em 2013 e 2014, o Prêmio Edward R. Murrow em 2014 e 2015, o Prêmio Webby em 2015, um Prêmio APTRA em 2015, O Prêmio Gracie em 2016, e sete prêmios de primeiro lugar do Los Angeles Press Club no ano de 2015. 
Em uma entrevista para o LA Podcast em 2021, a ex-funcionária Cerise Castle acusou a KCRW de cometer "microagressões, gaslighting e racismo". A emissora começou uma investigação para apurar as acusações com o auxílio de um escritório de advocacia. Posteriormente, em um comunicado, a estação declarou: "Em última análise, várias das acusações foram consideradas infundadas ou não corroboradas. Mas levamos todas as acusações muito a sério."

## Eventos
A KCRW promove eventos de música ao vivo, apresentando artistas consagrados e emergentes. Em abril de 2011, a KCRW promoveu e patrocinou exposição de graffiti intitulada "Art in the Streets", no Museu de Arte Contemporânea de Los Angeles (MoCA). O Los Angeles Times relatou um aumento nas pichações no entorno do MoCA depois que a exposição foi aberta ao público.

### KCRW Berlim
Em 13 de setembro de 2017, a estação parceira, KCRW Berlin, recebeu uma licença de transmissão em Berlim, Alemanha, na frequência de 104.1 MHz. A estação tem um site oficial: kcrwberlin.com .